# Fexofenadina
La fexofenadina è un farmaco antistaminico che viene utilizzato nel trattamento della febbre da fieno, nella rinite allergica stagionale e nell'orticaria.

È stato sviluppato come evoluzione ed alternativa alla terfenadina, un antistaminico purtroppo gravato da alcuni importanti effetti collaterali, tra cui un allungamento dell'intervallo QT ed alcune aritmie cardiache. La fexofenadina, come altri antistaminici di seconda generazione attraversa con difficoltà la barriera emato-encefalica, e quindi causa sonnolenza con minore incidenza rispetto agli antistaminici di prima generazione.

## Farmacodinamica
Il farmaco è un antistaminico H1 non sedativo. Ha la caratteristica di essere un metabolita farmacologicamente attivo della terfenadina. Studi sperimentali hanno dimostrato che fexofenadina dopo somministrazione singola e due volte al giorno inibisce per 24 ore le reazioni cutanee (pomfo ed eritema) indotte dall'istamina e che l'effetto antistaminico del farmaco si manifesta nel giro di un'ora, e raggiunge un apice alla sesta ora. Studi clinici su pazienti affetti da rinite allergica stagionale hanno evidenziato che una dose di 120 mg è sufficiente per garantire una copertura ed una efficacia di 24 ore. Non sono state osservate alterazioni significative dell'intervallo QTc nei soggetti che sperimentalmente sono stati trattati con fexofenadina cloridrato a dosaggi di 240 mg due volte al giorno per 14 giorni rispetto ai soggetti del gruppo di controllo trattati con placebo.

## Farmacocinetica
Dopo somministrazione orale la fexofenadina cloridrato viene rapidamente assorbita dal tratto gastrointestinale. Le concentrazioni plasmatiche massime vengono raggiunte da 1 a 3 ore dopo l'assunzione della dose. Il legame con le proteine plasmatiche raggiunge il 60-70%. L'emivita del farmaco è di poco superiore alle 14 ore. Il farmaco non viene praticamente metabolizzato dall'organismo. La principale via di eliminazione è rappresentata dalla escrezione biliare (80% circa), mentre circa il 10% della dose ingerita viene eliminato immodificato nelle urine.

## Usi clinici
Fexofenadina è indicata per il sollievo dai sintomi fisici associati alla rinite allergica stagionale e per il trattamento dell'orticaria cronica.

In Italia il farmaco è indicato in tutti i soggetti di età superiore ai 12 anni, ma in letteratura esistono studi anche su pazienti di età compresa tra i 6 e gli 11 anni, ed in bambini di età anche inferiore.

## Effetti collaterali ed indesiderati
In seguito alla somministrazione del farmaco si possono verificare cefalea, sonnolenza, nausea, capogiro e vertigini. Sono stati riportati in rari casi affaticamento, diarrea, eruzione cutanea, orticaria, prurito, insonnia, nervosismo, tachicardia e palpitazioni.

## Controindicazioni
Il farmaco è controindicato in caso di ipersensibilità nota al principio attivo.

## Dosi terapeutiche
La dose di farmaco raccomandata per gli adulti è di 180 mg una volta al giorno.
La fexofenadina cloridrato non è consigliata nei bambini sotto i 12 anni, sia per la mancanza di studi, sia sulla sua efficacia che sulla sicurezza.

## Sovradosaggio
Il sovradosaggio da fexofenadina cloridrato si manifesta con capogiri, sonnolenza, affaticamento e secchezza delle fauci. Per il trattamento è necessario procedere allo svuotamento gastrico tramite lavanda gastrica ed impostare una terapia di supporto, comprensiva di una adeguata idratazione.

## Gravidanza ed allattamento
Non sono stati eseguiti sufficienti studi sperimentali sull'uso della fexofenadina cloridrato nelle donne gravide. In alcuni studi sugli animali non sono stati registrati effetti nocivi sullo sviluppo dell'embrione o del feto, tuttavia il farmaco non deve essere usata durante la gravidanza se non in caso di assoluta necessità.
Il farmaco somministrato a madri che allattano viene escreto nel latte materno umano. Pertanto la fexofenadina cloridrato non è raccomandata nelle donne che allattano al seno.

## Interazioni
La fexofenadina è un substrato della P-glicoproteina 1 (P-gp) e del trasportatore polipeptidico di anioni organici (OATP). Eritromicina, ketoconazolo, itraconazolo, lopinavir, ritonavir e verapamil aumentano i livelli plasmatici di fexofenadina da due a tre volte, verosimilmente per l'azione inibente sulla P-gp, un trasportatore di efflusso. In cosomministrazione con i citati farmaci gli effetti negativi della fexofenadina possono pertanto aumentare, anche se sembra che ciò non influenzi l'intervallo QT. Al contrario la somministrazione con succhi di frutta (in particolare d'arancia, mela e pompelmo) riduce la biodisponibilità orale di fexofenadina per una inibizione preferenziale dell'OATP, trasportatore di afflusso. Tuttavia questa riduzione nella biodisponibilità di fexofenadina associata alla assunzione di succhi di frutta è moderata nell'uomo, più marcata in altre specie animali, ad esempio il ratto. È bene comunque evitare che il farmaco sia assunto con i citati succhi di frutta per evitare anche la minima riduzione di assorbimento, e quindi di biodisponibilità, del farmaco.